# 41-й Буковинський піхотний полк (Австро-Угорщина)
41-й Буковинський піхотний полк Австро-Угорщини (нім. Bukowina'sches Infanterieregiment No. 41, Infanterieregiment Erzherzog Eugen Nr.41) - піхотний полк імператорсько-королівської армії Австро-Угорщини.

## Історія полку

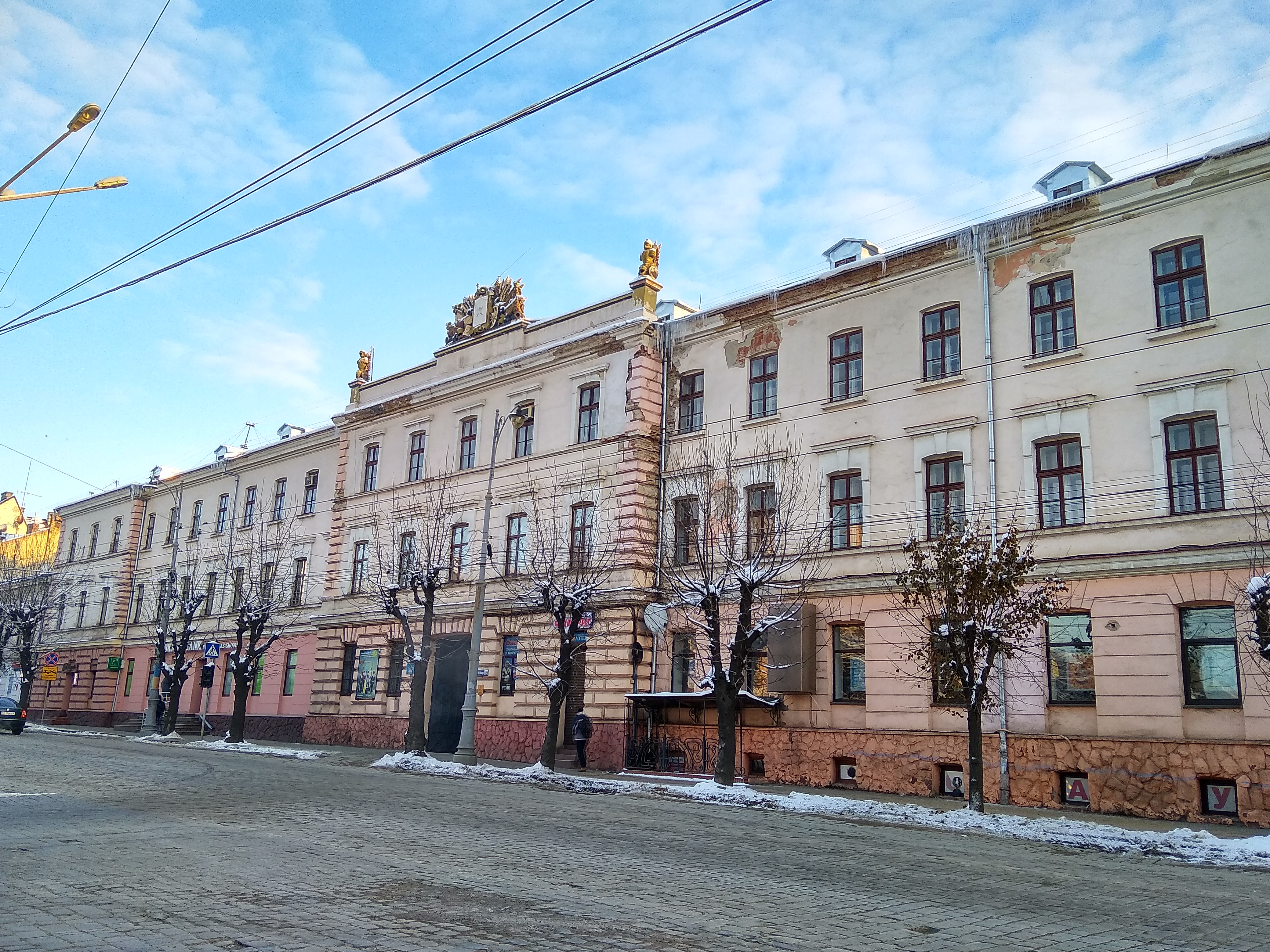
Казарма Альбрехта - місце перебування батальйону 41-го піхотного полку (сучасний вигляд)

Підрозділ продовжив традиції полку, створеного у 1701 році.
Почесними командирами були:
- Фрідріх барон Келнер фон Келленштейн (1857-1883),
- Олексій Романов (1883-1890),
- Ерцгерцог Ойген Фердинанд Габсбург (1890-1918).

Полкові кольори: жовтий (schwefelgelb), срібні ґудзики. Національний склад полку згідно реєстрів 1914 р.: 27% - русини, 54% - румуни, 15% поляки  
Підрозділи полку прибули до Чернівців у грудні 1831 р., але вже 1833 р. 41-й полк передислокувався до Семигороду і у Чернівцях залишився 3-й фельдбатальйон. У 1850-1853 рр. в Чернівцях перебував 4-й батальйон 41-го полку, а 1854 р. він був перекинутий до Семигороду, натомість інші три батальйони та штаб полку перевели до Чернівців. У 1855 р. у складі полку запроваджено кадровий резерв.
У 1873 році командування полку знаходилося у Львові. Команда поповнення і резервний батальйон були розміщені в Терезині. У 1903 році штаб полку, командування поповнення та резервний батальйон були розміщені в Терезині.

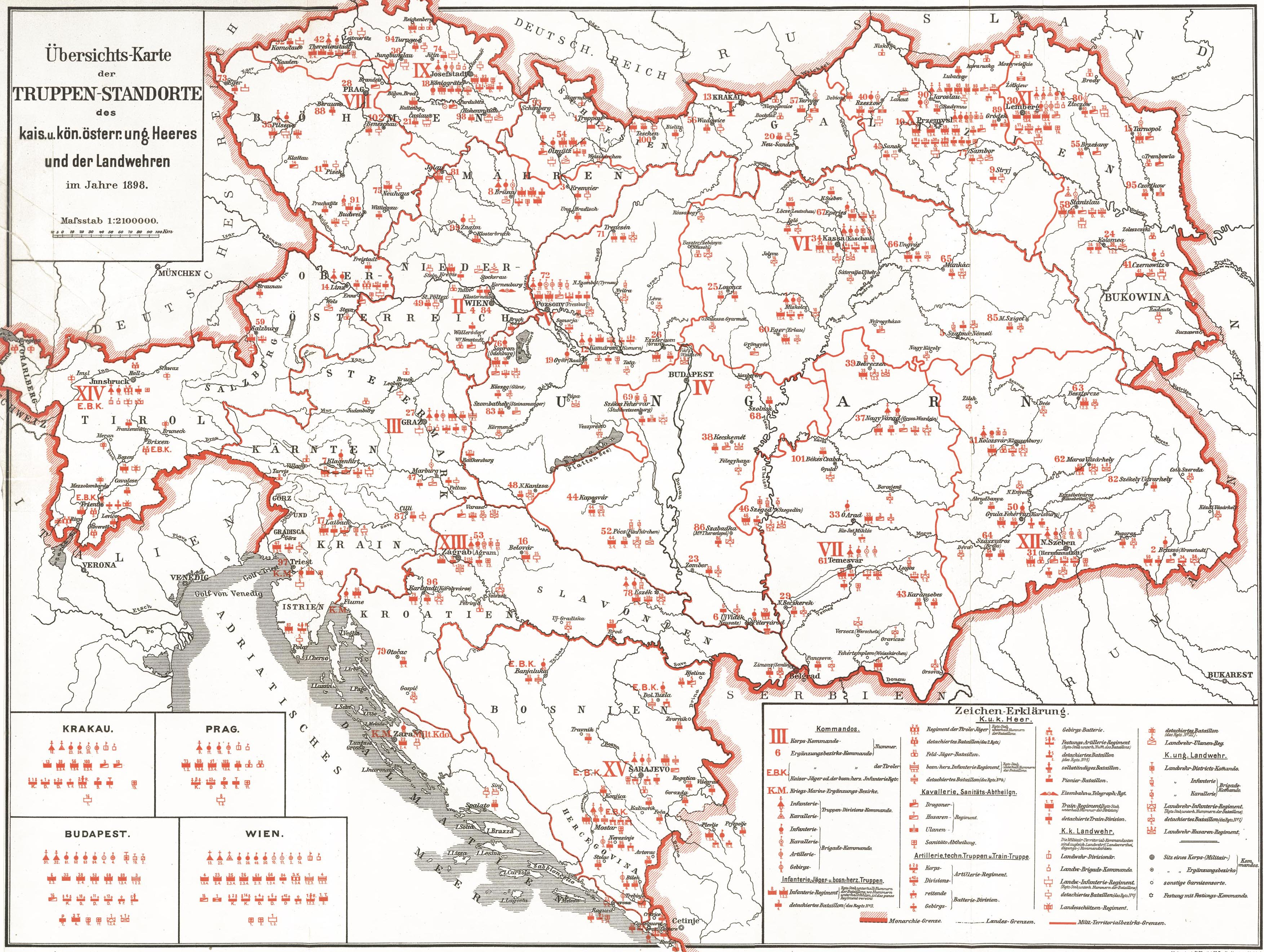
Карта розміщення військових частин Австро-Угорщини

2 грудня 1902 р., на кошти зібрані серед буковинців, відкрито і посвячено пам'ятник воякам 41-го піхотного полку, названий "Чорним орлом". Автор проекту Оскар Ляцке. Напис на цоколі пам'ятника було викарбувано - українською, німецькою та румунською мовами. Українською написано: «Полеглим на полю слави синам-борцям 41-го піхотного полку імени архікнязя Євгенія. Вдячна Буковина». 1949 р. пам'ятник був зруйнований комуністами.  В рамках 200 літнього ювілею видано тритомну історію 41-го піхотного полку.
У 1914 році полк був розміщений у Чернівцях. Там же знаходився штаб додаткового округу (нім. Ergänzungs Bezirk Kommando Czernowitz). Підрозділ входив до складу 59-ї бригади, 30-ї піхотної дивізії, 11-го корпусу. До початку Першої світової війни піхотні полки складалися із: полкового штабу, 4 піхотних батальйонів, кадрового батальйону, полкового обозу та медичної служби. За штатом військового часу полк налічував 104 офіцери та 4810 унтер-офіцерів і рядових.
Місця дислокації полку у Чернівцях: 1.казарма Альбрехта, 2.казарма ерцгерцога Євгена, 3.казарми ерцгерцога Райнера (зараз це будівлі 1.військового комісаріату, 2.факультету ЧНУ, 3.військової кафедри та військового госпіталю )
Полк брав участь у боях з росіянами наприкінці 1914 р. та на початку 1915 р. у Галичині  та у Польщі. Брав участь у боях на Італійському фронті, зокрема у битві біля Ізонцо у 1917 р.

#### Участь у встановленні української влади на Буковині
1 листопада 1918 відбулось таємне засідання з офіцерами, де обговорювали об'єднання частин 41-го полку піхоти та 22-го полку крайової оборони; роззброєння чужих вояків та офіцерів; захоплення залізниці, складів та ключових точок в місті; а також встановлення влади Української Національної Ради. Перебрання влади мало відбутись 3 листопада у день віча. Проте вже зранку 2 листопада, офіцери 41-го полку (за спогадами М.Кордуби розпуск здійснив офіцер-поляк К.Томашкевич) розпустили військову частину по домівках і ті кинулись грабувати склади.

## Вояки полку
Командири полку

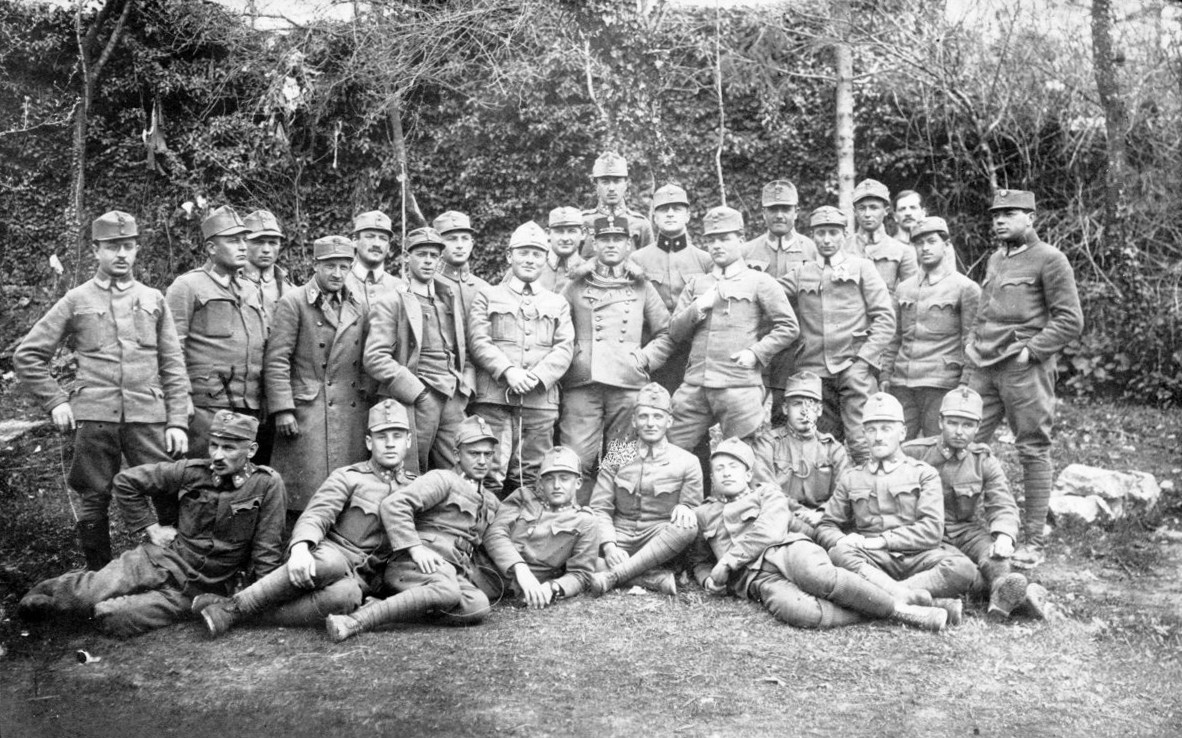
12-а рота 41-го піхотного полку з вояками інших частин, перед битвою біля Ізонцо

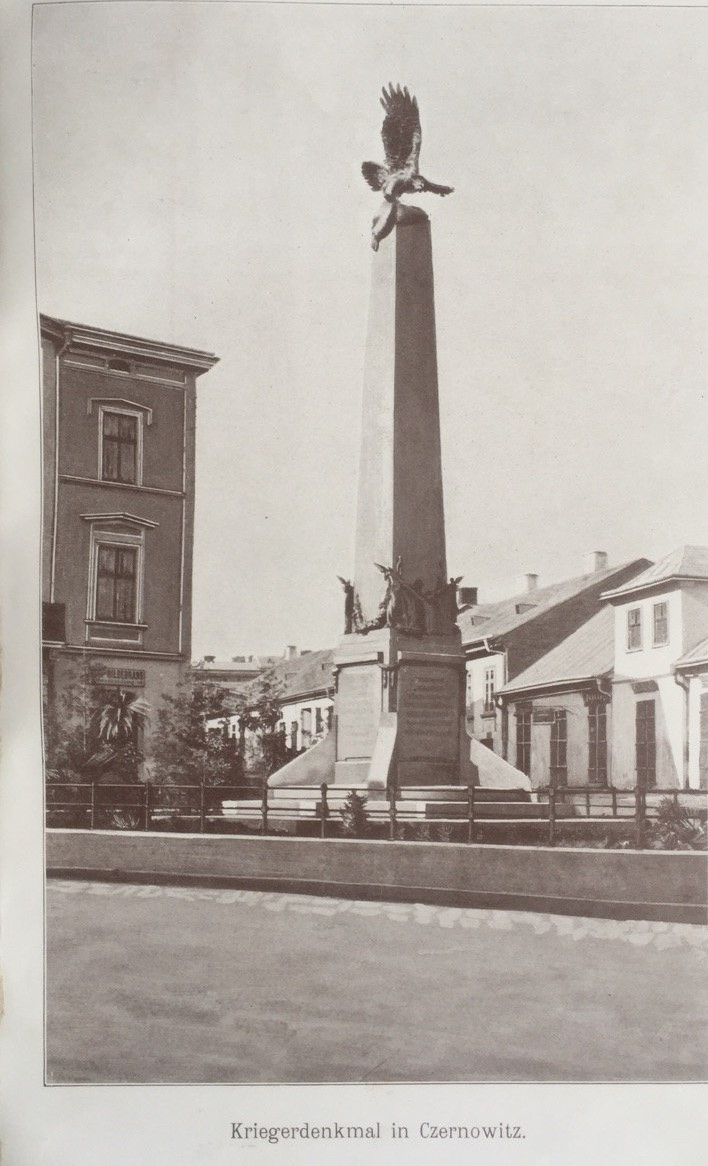
Пам'ятник воякам 41-го піхотного полку Австро-Угорщини у Чернівцях

- Полковник Густав Бегг фон Альбенсберг (1873)
- Полковник Карл Дворак (1903-1905)
- Полковник Рудольф Шмідт (1906-1909)
- Полковник Людвіг Демар (1910-1911)
- Полковник Альфред Клемент фон Трельдевер (1912-1913)
- Полковник Еберхард Майергофер фон Ведропольє (1914)[5]

Військові офіцери та чиновники
- Підполковник Кароль Томашкевич - комендант Чернівецького округу поповнення полку
- Підполковник Іван Максимович (служив у полку з 1911 по 1916 рр.)
- Капітан Якуб Яворський
- Капітан Павел Кіндельський - аудитор
- Капітан Євгеніуш Цугер
- штатний лікар Казімєж Штаєр
- пор. Броніслав Батч
- пор. Микола Мінкуш
- пор. Леонард Петеленц
- Броніслав Прашалович
- лейтенант Оттон Блутрейх